# 1062

## Úmrtí
- 27. ledna – Adléta Uherská, česká kněžna (* asi 1040)
- 9. března – Herbert II. z Maine, hrabě z Maine
- ? – Jeroným, biskup vratislavský
- ? – Geoffroy I. Provensálský, provensálský hrabě (* 1015)
- ? – Ema Provensálská, francouzská šlechtična

## Hlavy států
- České knížectví – Vratislav II.
- Papež – Alexandr II.
- Svatá říše římská – Jindřich IV.
- Anglické království – Eduard III. Vyznavač
- Aragonské království – Ramiro I.
- Barcelonské hrabství – Ramon Berenguer I. Starý
- Burgundské vévodství – Robert I. Starý
- Byzantská říše – Konstantin X. Dukas
- Dánské království – Sven II. Estridsen
- Francouzské království – Filip I.
- Kyjevská Rus – Izjaslav I. Jaroslavič
- Kastilské království – Ferdinand I. Veliký
- Leonské království – Ferdinand I. Veliký
- Navarrské království – Sancho IV.
- Norské království – Harald III. Hardrada
- Polské knížectví – Boleslav II. Smělý
- Skotské království – Malcolm III.
- Švédské království – Stenkil
- Uherské království – Béla I. Uherský